# Friedrich Müller (Verwaltungsbeamter)

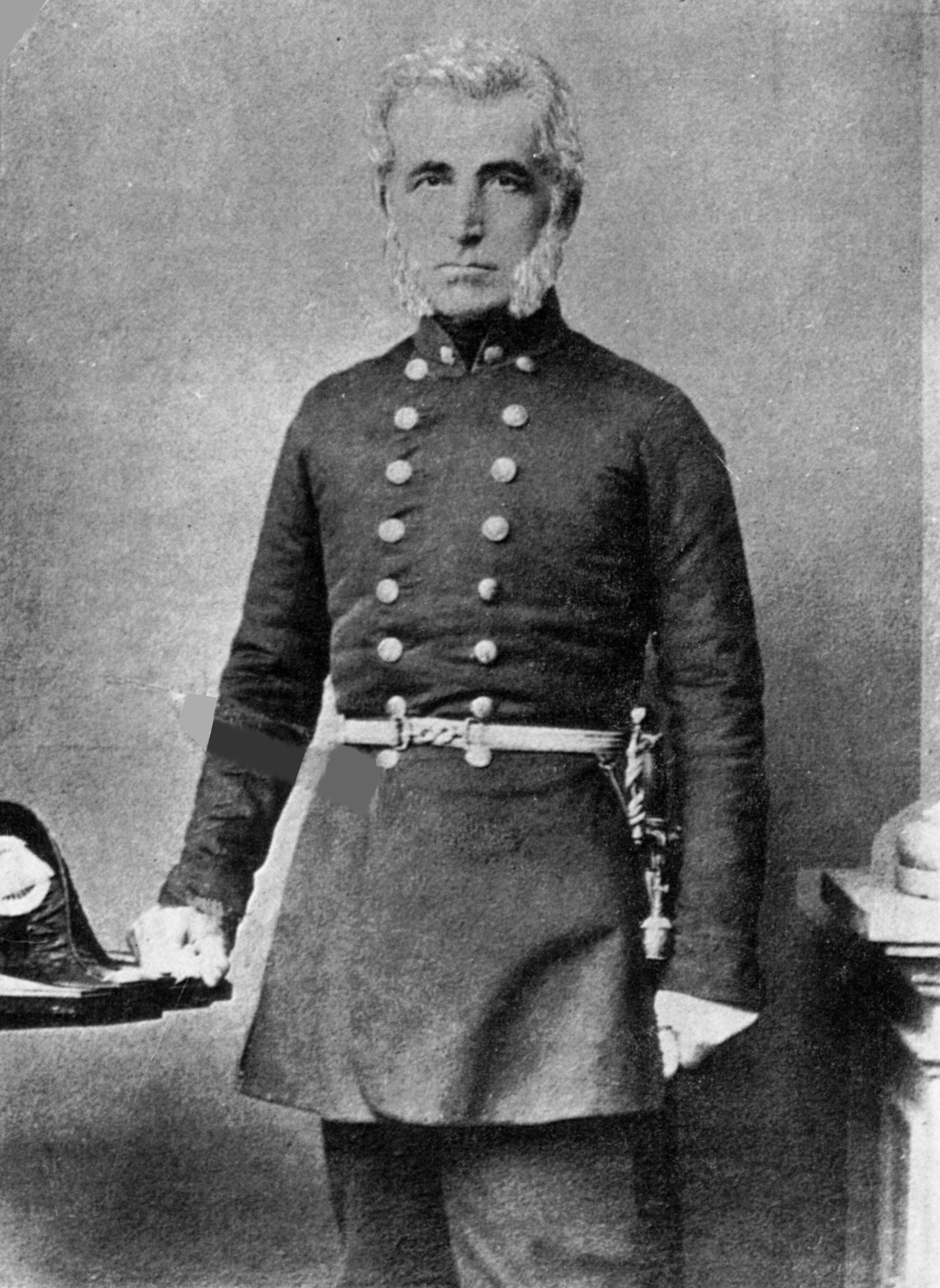
Friedrich Müller

Friedrich Müller (* 14. Dezember 1802 in Westhofen; † 11. Februar 1863 in Bensheim) war Richter und Kreisrat im Großherzogtum Hessen.

## Familie
Der Vater von Friedrich Müller, Moritz Müller, war Friedensrichter in Osthofen, die Mutter, Caroline, eine geborene Moerdes. Die Familie war römisch-katholisch.
Friedrich Müller heiratete 1834 in Mainz Maria Theresia Ludovica Thecla Molitor (* 1810 in Mainz; † 6. März 1849 in Alzey), Tochter von Burkard Molitor, Friedensrichter in Mainz, und Ursula, geborene Küster.

## Karriere
Friedrich Müller studierte Rechtswissenschaft. Anschließend erhielt er eine Stelle als Hofgerichtssekretariatsakzessist am Hofgericht Darmstadt, ab 1828 eine Stelle als Akzessist beim Kreisgericht Mainz. 1832 wurde er ebenfalls Friedensrichter, in Pfeddersheim, dann in Alzey.
1835 wurde die bis dahin aus französischer Zeit überkommene Struktur der Verwaltungsgebiete in der Provinz Rheinhessen der des übrigen Landes angeglichen, die Kantone als Verwaltungseinheiten aufgegeben und ebenfalls Kreise eingeführt. Friedrich Müller wechselte bei dieser Gelegenheit aus dem Justizdienst in die Verwaltung und wurde der erste Kreisrat des Kreises Alzey.
Im Zuge der Revolution von 1848 im Großherzogtum Hessen wurden die Kreise abgeschafft und durch größere Regierungsbezirke ersetzt. Friedrich Müller verlor seine Stellung als Landrat und wurde „zur Disposition“ gestellt. 1850 wechselte er dann als Regierungsrat nach Darmstadt. Im Zuge der Reaktion wurden die Regierungsbezirke 1852 wieder abgeschafft und die Kreise neu eingerichtet. Friedrich Müller erhielt die Stelle des Kreisrats im Kreis Friedberg. 1859 wechselte er in gleicher Funktion zum Kreis Bensheim, wo er 1863 im Amt verstarb.

## Weitere Engagements
- 1834: Vorsitzender der Bezirks-Schulkommission des Kantons Alzey[2]

## Ehrungen
- 1854: Ritterkreuz des Verdienstordens Philipps des Großmütigen[2]